# スペクトル線

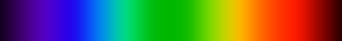
連続スペクトル

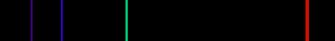
輝線スペクトル

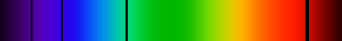
吸収線スペクトル

スペクトル線（スペクトルせん、英: spectral line）とは、他の領域では一様で連続な光スペクトル上に現れる暗線または輝線である。狭い周波数領域における光子数が、隣接周波数帯に比べ少ない、あるいは多いために生じる。

## 種類
スペクトル線は、物質の量子系と光子との相互作用の結果である。相互作用する量子系は多くの場合は原子であるが、分子であったり原子核である場合もある。光子のもつエネルギーが量子系のエネルギー状態の遷移（量子系が原子である場合は電子状態の遷移）をもたらす値であった場合、光子は吸収される。光子を吸収した系は、やがて光子を再放出する。再放出された光子は、吸収された光子と同じエネルギーを持つか、あるいは段階的に系がエネルギーを放出する場合は放出された複数の光子のエネルギーの和が吸収された光子のそれと等しくなる。
暗線と輝線のいずれが観測されるかは、光源、光と相互作用する物質（典型的にはガス）、および光検出器との位置関係による。光源と光検出器との間に相互作用物質が配置されている場合、エネルギー遷移に共鳴する周波数付近の光子が吸収される。光を吸収した物質はやがて光子を再放出するが、そのほとんどは元の光とは異なる方向に放射される。結果としてその周波数付近で光の減衰が観測され、暗線を生じる。光検出器が相互作用物質の方を向いているが光源からの光が直接検出器には入射しない場合、物質から再放出された光子だけが観測される。物質のエネルギー遷移に対応するごく狭い周波数領域でのみ観測されるこの再放出による光が輝線をもたらす。
スペクトル線のパターンは物質固有であり、そのためガス等の光を透過させることのできる媒質の化学組成の特定に利用することができる。ヘリウムやタリウム、セリウムなど、いくつかの元素は分光的手法により発見された。スペクトル線は、ガスの物理的な状態にも依存する。そのため、スペクトル線は恒星などの天体の化学組成や物理状態を分析するためにも用いられる。
異性体シフトは、吸収する原子核が放出する原子核とは異なるs電子の密度を持つために生じる吸収線のずれである。
原子‐光子相互作用以外のメカニズムもスペクトル線を形成する。光子と物質の相互作用の種類によって、スペクトル線の周波数は大きく変化し、電波からガンマ線までの電磁波の全スペクトルにおいて観測される。

## 命名法
スペクトル線の中には、フラウンホーファー線における名称を持っているものもある。たとえば、KはCa+イオンに由来する393.336nmの線を表す。
その他の例では、スペクトル線はイオン化の状態を表すローマ数字を元素記号に付加した記号が付与される。たとえばCa+の輝線はCaIIとも書かれる。中性原子にはローマ数字のIが割り当てられ、1電子を失ったイオンにはIIが割り当てられ、イオン化の価数が大きくなると、大きなローマ数字がわりあてられる。たとえば、FeIXは8個（IXはローマ数字の9）の電子を失った鉄イオンの輝線を表す。

## 線幅広がりと周波数シフト
スペクトル線は、単一の周波数ではなく、ある範囲の周波数帯にわたって分布する。（言い換えれば、ゼロでないスペクトル幅を持つ。）さらに、その中心は本来の周波数からずれていることもある。スペクトルずれと広がりにはいくつかの理由があり、以下の2つに大別される。局所条件による広がりと、外的要因によるスペクトル広がりである。局所条件による広がりは、光子を放出する原子を取り巻く小さな領域の条件に基づくものであり、小さな領域なので通常は局所熱平衡に達している。外的要因によるものは、放射された電磁波が観測装置にたどり着くまでの間に受けるスペクトルの変化である。また、光を放射する多くの原子の相互作用の結果である場合もある。

### 局所条件による効果
自然広がり
不確定性原理は励起状態の寿命とエネルギーの揺らぎを関係づける。自然広がりは周波数シフトを伴わないローレンツ型のスペクトル分布をもたらす。緩和定数を変化させることによってのみ、自然広がりを実験的に変化させることができる。
熱ドップラー広がり
気体中の原子は、ある速度分布を持っている。原子から放出される光子は、ドップラー効果により原子と観測者の相対速度に依存して周波数がシフトする。気体の温度が高いほど、気体分子の速度分布は広くなる。スペクトル線は放出された多数の光子のスペクトルの重ね合わせとなるため、高温の気体であるほど、放出される光子のスペクトル線は広くなる。この効果による広がりは、中心周波数シフトを伴わないガウス型の広がりスペクトルをもたらす。
圧力による広がり
光子を放出する気体分子の近くに他の気体分子が存在すると、放射される電場が変化する。これが発生する2つの制約状況がある。
衝突によるスペクトル広がり
他の気体分子との衝突により、光子放出過程が妨げられる。衝突は放出過程よりもはるかに短い時間で生じる。この効果は気体の密度と温度の両方に依存する。衝突によるスペクトル広がりはローレンツ関数型となり、中心周波数シフトを伴うことがある。
準定常的な圧力によるスペクトル広がり
近くに存在する他の粒子がもたらす摂動により粒子のエネルギーレベルが変化し、そのため放出される光子の周波数が変化する。この効果は、光子放出過程より長い時間持続する。気体の密度には依存するが、温度にはあまり依存しない。スペクトル線の形状は、摂動力が距離にどう依存するかによって決定される。中心周波数シフトを伴うこともある。
圧力広がりは、摂動力の性質により以下のように分類することもできる。
線形シュタルク広がり
一次のシュタルク効果によって生じる。それは光放出する粒子と電場の相互作用に起因するものである。 ({\displaystyle \Delta E\sim 1/r^{2}})
共鳴広がり
摂動を及ぼす粒子が光子を放出する粒子と同じ種類のものである場合に生じ得るエネルギー交換過程に起因する。({\displaystyle \Delta E\sim 1/r^{3}})
2次シュタルク広がり
2次のシュタルク効果に起因する。線形シュタルク効果と同様、粒子と電場の相互作用の結果であり、電場の2乗に比例する中心周波数シフトをもたらす。({\displaystyle \Delta E\sim 1/r^{4}})
ファンデルワールス広がり
光放出を行う粒子がファンデルワールス力の摂動を受けている場合に生じる。準静的な場合には、"van der Waals profile"とも呼ばれるレヴィ分布で線幅広がりを記述できる場合が多い。距離の関数としてのエネルギーの変化はたとえばレナード-ジョーンズ・ポテンシャル({\displaystyle \Delta E\sim 1/r^{6}})によってin the wings与えられる。

### 非局所的な効果によるスペクトル広がり

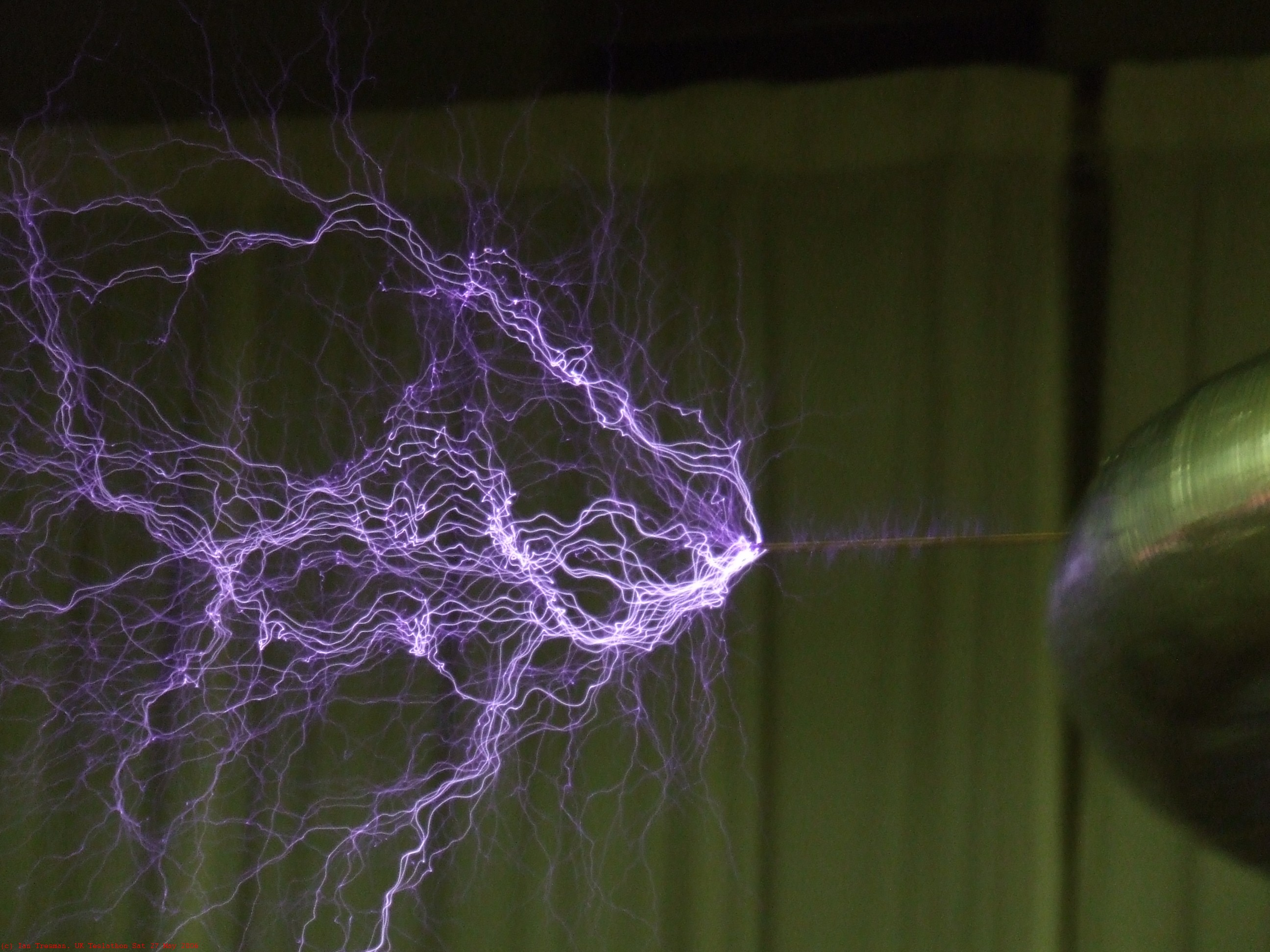
Zピンチによるプラズマフィラメント

特定のタイプのスペクトル広がりは、光子を放出する粒子の周辺の条件ではなく、広い領域における条件に起因する。
不透明広がり
空間中のある特定の位置から放射された電磁波が、空間を伝播中に吸収されることがある。この吸収は電磁波の波長に依存する。輝線の両端の波長では、中央の波長に比べて再吸収されやすいため、輝線の線幅を広げられる。中心波長における吸収が非常に大きければ、中心波長におけるスペクトル強度が、両サイドにおけるそれよりも小さくなる自己反転を生じる場合もある。
巨視的なドップラー広がり
動いている光源から放射された電磁波はドップラーシフトを生じる。放射物体が部分ことに異なる視線速度を持っている場合、結果として観測される線幅は大きくなり、その幅は速度分布の幅に比例する。例えば、恒星のように離れた位置にある回転している物体からの放射であれば、星の両端で視線速度が異なるため、それに応じてスペクトル線幅が広がる。回転速度が早い程、広い線幅が観測される。もうひとつの例は、Zピンチ中で自己収縮するプラズマシェルである。

### 複合効果
これらの効果は単独に現れることもあれば、他の効果と複合して現れることもある。それぞれの効果が互いに独立だとすれば、観測されるスペクトル線の形状は、それぞれの効果によるスペクトル形状の畳み込みとなる。例えば、熱ドップラー広がりと衝突圧力広がりの両方の効果の結果として、フォークト関数が与えられる。
しかしながら、線幅広がりを与える各メカニズムは、必ずしも互いに独立ではない。例えば、衝突効果とドップラーシフトはコヒーレントに作用し、ある条件の下では衝突「狭窄」をもたらすこともある。このことはディッケ効果として知られている。